# Eurytoma rajeevi
Eurytoma rajeevi är en stekelart som beskrevs av T.C. Narendran 1994. Eurytoma rajeevi ingår i släktet Eurytoma och familjen kragglanssteklar.
Artens utbredningsområde är Thailand. Inga underarter finns listade i Catalogue of Life.